# Mira (dispositivo)

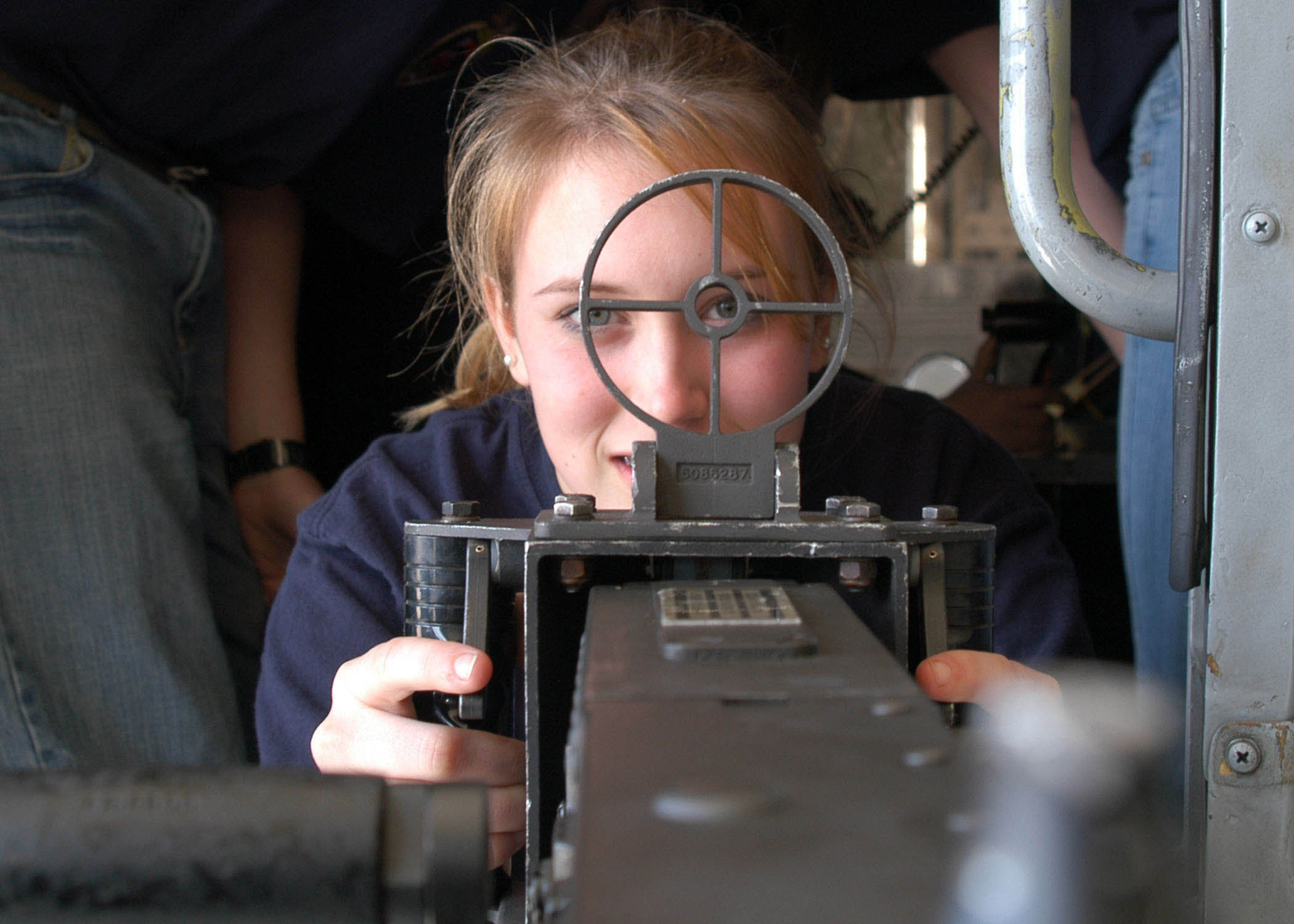
Uma cadete da Marinha Norte americana em frente à mira de uma metralhadora de um helicóptero SH-60B Seahawk.

A mira é um dispositivo de apontamento usado para auxiliar no alinhamento visual de armas à distância, instrumentos de topografia ou equipamentos de iluminação óptica com o alvo pretendido. As miras podem ser um conjunto simples ou sistema de marcadores que precisam ser alinhados com o alvo (como miras de ferro em armas de fogo) ou dispositivos ópticos que permitem ao usuário ver uma imagem às vezes melhorada (por exemplo, ampliada) do alvo alinhado no mesmo foco com um ponto de mira (por exemplo, miras telescópicas, miras refletoras e miras holográficas). Também existem locais que projetam um ponto de mira (ou um "ponto quente") no próprio alvo, como mira a laser e iluminadores infravermelhos em alguns dispositivos de visão noturna.

## Miras óticas
As miras óticas usam ótica para fornecer ao usuário uma imagem de um ponto ou padrão de mira alinhado (também chamado de retículo) sobrepostos no mesmo foco que o alvo.

### Mira telescópica
Uma mira telescópica é um telescópio ótico equipado com alguma forma de retículo de padrão de imagem gráfica montado em uma posição oticamente apropriada no sistema ótico para fornecer um ponto de mira preciso. As miras telescópicas são usadas em uma ampla gama de dispositivos, incluindo armas, equipamentos de topografia e até como miras em telescópios astronômicos maiores (chamado de "buscador").

### Mira reflexiva
Outro tipo de mira óptica é a mira reflexiva (ou de "reflexo"), um dispositivo ótico geralmente sem ampliação que permite ao usuário olhar através de um elemento de vidro e ver o reflexo de um ponto de mira iluminado ou de alguma outra imagem sobreposta ao campo de visão. Essas miras existem há mais de 100 anos e têm sido usadas em todos os tipos de armas e dispositivos.
As miras dos refletores foram usadas pela primeira vez como mira de armas em aeronaves alemãs no final da Primeira Guerra Mundial. Ao longo dos anos, elas se tornaram mais sofisticadas, acrescentando giroscópios e eletrônicos de computação de ponta, como a gyro gunsight (G.G.S.) da Segunda Guerra Mundial, busca por campo de de radar e informações de voo nas décadas de 1950 e 1960, acabaram se tornando o head up display moderno.